# Бобровец
Бобровец (слч. Bobrovec) насељено је мјесто са административним статусом сеоске општине (слч. obec) у округу Липтовски Микулаш, у Жилинском крају, Словачка Република.

## Становништво
| Година:    | 1994. | 2004.   | 2014.   | 2024.   |
| ---------- | ----- | ------- | ------- | ------- |
| Број људи: | 1811  | 1783    | 1873    | 1984    |
| Разлика:   |       | -1,54 % | +5,04 % | +5,92 % |

| Година:    | 2023. | 2024.   |
| ---------- | ----- | ------- |
| Број људи: | 1996  | 1984    |
| Разлика:   |       | -0,60 % |

Према подацима о броју становника из 2011. године насеље је имало 1.792 становника.